# Parti social démocratique du Canada
Pour les articles homonymes, voir CCF.
Le Parti social démocratique (PSD) ou, jusqu'en 1955, la Fédération du Commonwealth coopératif (FCC) (anglais : Co-operative Commonwealth Federation ou CCF) est un ancien parti politique canadien.
Le parti est fondé en 1932 à Calgary (Alberta) par des groupes socialistes, agrariens, mutualistes et syndicaux, et par la League for Social Reconstruction (Ligue pour la reconstruction sociale). En 1944, la FCC remporte les élections provinciales en Saskatchewan et forme le premier gouvernement socialiste d'Amérique du Nord. 
En 1961, le PSD est remplacé par le Nouveau Parti démocratique.

## Branche saskatchewanaise
La section saskatchewanaise du PSDC est née à la suite de l'élection provinciale de 1934 mais ses origines remontent jusqu'à 1902 lors de la création de la Territorial Grain Growers Association (et à la suite de la création de la Saskatchewan, la Saskatchewan Grain Growers Association). Ce groupe deviendra les Fermiers Unis du Canada (section saskatchewanaise). À la suite de la marche sur Régina, une manifestation en 1931 auquel le FUC a participé, ses dirigeants rencontrent M. J. Coldwell, chef du Parti travailiste indépendant. Ensemble ils forment le Groupe agricole-travailiste (Farmer-Labour Group) qui deviendra la section saskatchewanaise du PSDC. Dirigé par Tommy Douglas, le PSDC a remporté les élections de 1944 dans la province de la Saskatchewan formant ainsi le premier gouvernement socialiste d'Amérique du Nord. Elle est restée au pouvoir jusqu'aux élections de 1964. En 1967, elle devient le Nouveau Parti démocratique de la Saskatchewan (Entre 1961 et 1967, elle est connue sous le nom de transition: Parti social démocratique du Canada, Section Saskatchewan du Nouveau Parti démocratique du Canada). Il a dominé, avec le NPD, l'histoire politique, et a créé l'état-providence de la province.

## Branche québécoise
Le PSDC a présenté des candidats à partir des élections provinciales de 1936. Il réussit à faire élire David Côté dans la circonscription de Rouyn-Noranda lors des élections générales québécoises de 1944, mais le seul élu social-démocrate de l'Assemblée quitte le parti un an plus tard et siège comme indépendant.

## Succession et postérité
En 1961, le Parti social démocratique entre en partenariat avec le Congrès du travail du Canada. Fruit de cette union, l'actuel Nouveau Parti démocratique voit le jour.
En 2018, alors qu'il est exclu du caucus du NPD pour harcèlement sexuel, le député saskatchewanais Erin Weir refuse de siéger comme indépendant et déclare s'affilier à la Fédération du commonwealth coopératif, rattachement repris par la Chambre des communes bien qu'aucun parti n'existe sous ce nom depuis 1955. Cette reprise sur la fiche du député n'est cependant pas une reconnaissance officielle du parti.

## Résultats électoraux

### Chambre des communes du Canada
| Élection | Chef             | Votes   | %     | Sièges   | +/– | Position | Résultat   |
| -------- | ---------------- | ------- | ----- | -------- | --- | -------- | ---------- |
| 1935     | J. S. Woodsworth | 386 253 | 8,78  | 7 / 245  | 7   | 4e       | Opposition |
| 1940     | J. S. Woodsworth | 388 058 | 8,42  | 8 / 245  | 1   | 4e       | Opposition |
| 1945     | M. J. Coldwell   | 815 720 | 15,55 | 28 / 245 | 20  | 3e       | Opposition |
| 1949     | M. J. Coldwell   | 785 910 | 13,42 | 13 / 262 | 15  | 3e       | Opposition |
| 1953     | M. J. Coldwell   | 636 310 | 11,28 | 23 / 265 | 10  | 3e       | Opposition |
| 1957     | M. J. Coldwell   | 707 828 | 10,71 | 25 / 265 | 2   | 3e       | Opposition |
| 1958     | M. J. Coldwell   | 692 668 | 9,49  | 8 / 265  | 17  | 3e       | Opposition |

## Archives
Il y a un fonds d'archives de la Co-operative Commonwealth Federation et du Nouveau Parti démocratique à Bibliothèque et Archives Canada. 